# Chute (traumatologie)
Pour les articles homonymes, voir chute.

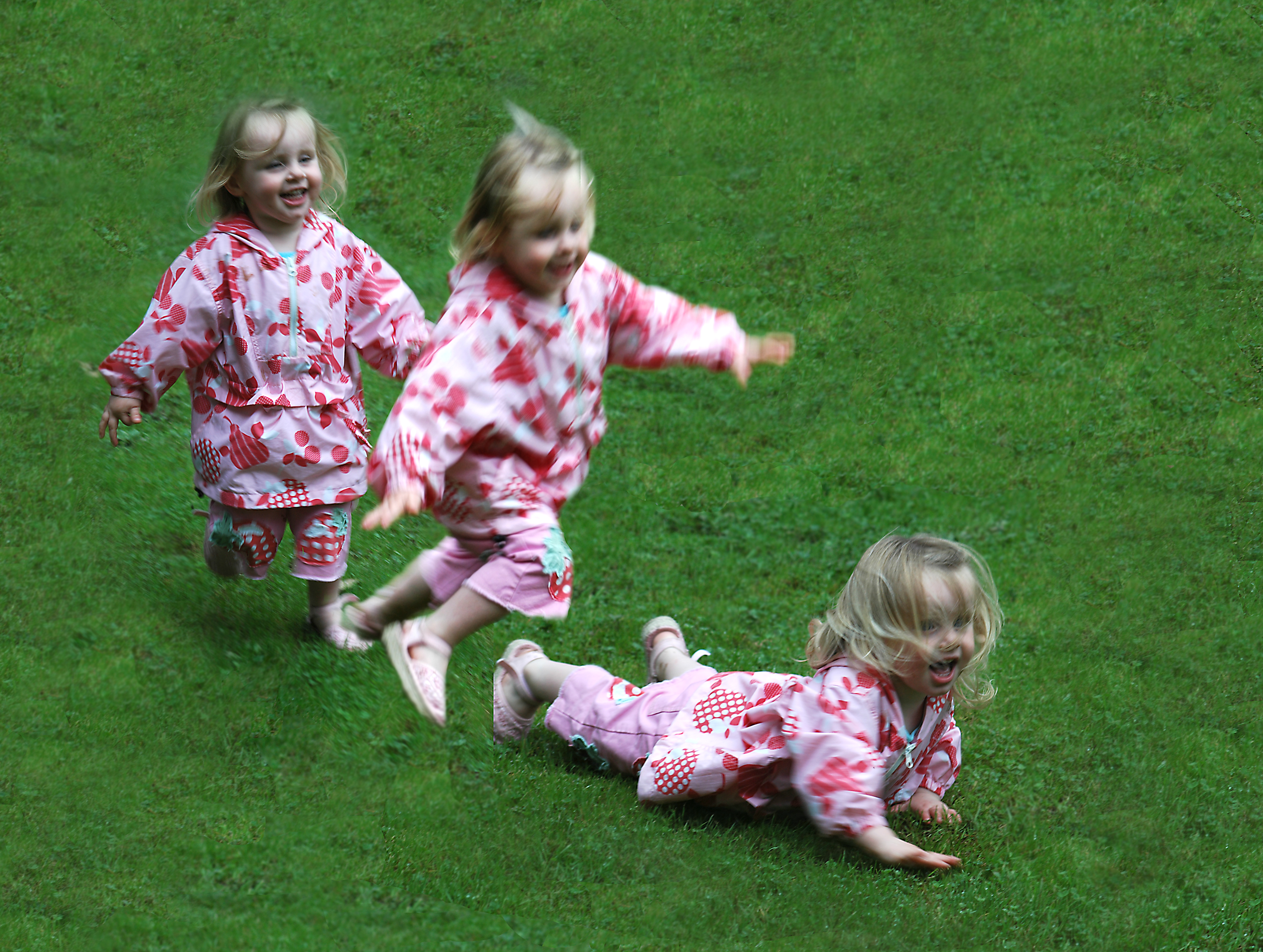
Chuter est un apprentissage classique chez l'enfant ; mais une chute de hauteur ou sur une surface dure ou encombrée peut être dangereuse.

La chute, pour un individu donné, est un phénomène caractérisé par un mouvement involontaire de l'ensemble du corps vers le sol, sous l'effet de la pesanteur. On distingue :
- la chute de sa hauteur, la personne tombe sur le sol où elle se tenait debout ou assise, par exemple elle trébuche, glisse ou s'effondre sous l'effet d'un malaise, d'une perte de conscience ;
- la chute d'un lieu élevé : l'endroit est sur plusieurs niveaux, et la personne tombe d'un niveau vers un niveau inférieur ;
- la chute par projection, par exemple lors d'un trajet en deux-roues (vélo, moto...) ou à cheval : à la hauteur s'ajoute la vitesse de l'engin ou de l'animal. Ce type de chute peut provoquer des blessures très graves et même des décès.

Les chutes de personnes ont été, en 2012, la deuxième cause d'accident dans le monde. Dans le cadre de la vie courante (accident domestique), on estime qu'en France en 1999, les chutes ont été la cause de la mort d'environ 10 520 personnes, dont 95 % étaient des personnes âgées de plus de 65 ans.

## Détection et secours
Des systèmes de détection et d'appel sont à disposition des personnes à risque, notamment les personnes âgées, à domicile ou en institution. Les personnes âgées qui s'arrêtent de marcher lorsqu'elles entament une conversation ont un risque de chute élevé.

## Conséquences
- Traumatismes directs : la partie ayant heurté le sol peut présenter une fracture, une chute de hauteur peut entraîner un traumatisme de la colonne vertébrale[4] ou de toute autre partie du corps.
- Syndrome post-chute : il se développe particulièrement chez les personnes âgées. Il se manifeste par des difficultés à se verticaliser à nouveau après une chute ou une appréhension de chuter à nouveau. La personne est en rétropulsion lorsqu'elle est assise ou debout. Elle peut avoir du mal ne serait-ce qu'à s'asseoir. La marche est souvent impossible ou nécessite une aide importante[5]. Des séances de kinésithérapie et des gestes adaptés de l'entourage de la personne permettent de limiter voire supprimer ces difficultés.

## Chute en tant qu'accident du travail

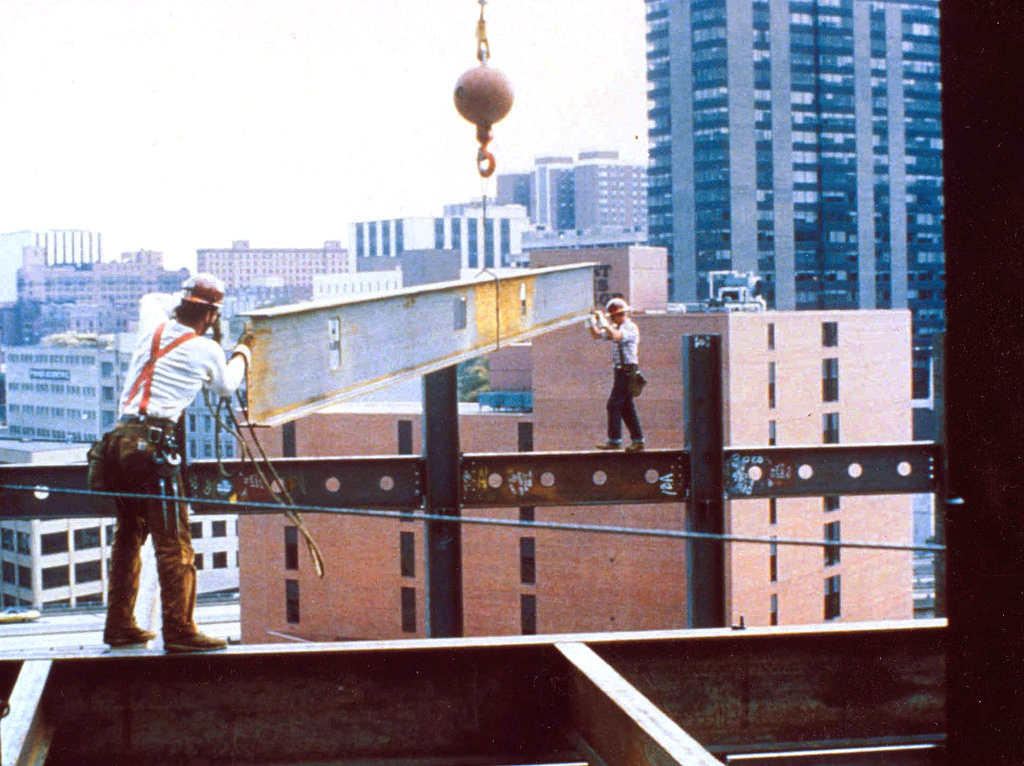
Ouvriers du BTP sur un bâtiment de grande hauteur ne portant pas les équipements de sécurité nécessaires.

Les chutes sont des accidents du travail très fréquents. En Europe, les chutes de hauteur constituent environ 500 000 accidents du travail par année, dont 40 000 entraînent une incapacité permanente et 1 000 sont mortels[réf. souhaitée]. En France, les chutes de hauteur sont la troisième cause de mortalité au travail ainsi que d’incapacité permanente identifiée.
Les environnements de travail en hauteur favorisent les risques, c'est pourquoi le domaine du BTP est un des plus concernés. En effet, le travail peut, par exemple, être réalisé à l'extérieur, sur des arbres ou des pylônes, près de bassins ou de fossés, mais également, à l'intérieur de bâtiments, avec des échelles, des escabeaux. À signaler également, les travaux de couverture en matériaux fragiles qui occasionnent un nombre important et croissant de chutes graves ou mortelles à la suite de la rupture d’une plaque.
Les chutes d'objets constituent aussi un risque pouvant occasionner des accidents du travail. Ces risques sont liés au risque de chute ou d'effondrement de matériau provenant d'un étage supérieur. Ils sont présents dans tous les types d'activités. Les accidents peuvent être dus à un stockage inadapté, un rangement en vrac, ou des travaux dans des espaces de hauteurs différentes.

## Protection contre les chutes
Contre les chutes de plain-pied: éviter de courir, avoir des semelles adaptées à l'environnement, avoir un sol anti-dérapant, dégager les zones de circulation, signaler les zones glissantes (lavage du sol, tache d'huile), bien éclairer les zones de circulation.
Contre les chutes de hauteur: rambardes, surveillance des enfants aux fenêtres, harnais et longe de sécurité.
Les échafaudages sont soumis à des règles très précises. En effet, ce sont des équipements de travail indispensables mais qui sont souvent à l'origine d'accidents. Afin de garantir un environnement sécurisé, le code du travail prévoit notamment que les employés les manipulant soient formés en conséquence, qu'ils s'assurent de la stabilité de l'ensemble, que toutes les pièces soient bien fixées et que toutes les normes concernant l'équipement soient respectées.
En France, sur un chantier de BTP, si les mesures de protection contre les chutes sont insuffisantes, les travailleurs sont considérés dans une situation de danger grave et imminent.
Au Québec, la protection contre les chutes est défini par les articles 346-354 du règlement sur la santé et la sécurité du travail (géré par la Commission de la santé et de la sécurité du travail) et les normes CSA Z259.